# Novo Selo (Velika Plana)
Pour les articles homonymes, voir Novo Selo.
Novo Selo (en serbe cyrillique : Ново Село) est une localité de Serbie située dans la municipalité de Velika Plana, district de Podunavlje. Au recensement de 2011, elle comptait 1 236 habitants.
Novo Selo est officiellement classé parmi les villages de Serbie. La localité est également connue sous le nom de Novi Adžibegovac.

## Démographie

### Évolution historique de la population
| 1948  | 1953  | 1961  | 1971  | 1981  | 1991  | 2002  | 2011  |
| ----- | ----- | ----- | ----- | ----- | ----- | ----- | ----- |
| 1 577 | 1 627 | 1 623 | 1 523 | 1 684 | 1 628 | 1 256 | 1 236 |

|  |